# Stepove, Talalaiivka
Stepove (în ucraineană Степове) este un sat în comuna Harkove din raionul Talalaiivka, regiunea Cernihiv, Ucraina.

## Demografie
Componența lingvistică a localității Stepove
     Ucraineană (100%)
Conform recensământului din 2001, toată populația localității Stepove era vorbitoare de ucraineană (100%).